# 運動站 (聖彼得堡地鐵)
運動站（羅馬化：Sportivnaya）是俄羅斯聖彼得堡地鐵的一個車站，設計者是Alexander Konstantinov，Alexander Bystrov和Andrey Larionov。車站開通於1997年9月15日。車站得名於附近的彼得羅夫斯基體育場。